# سجن ولاية لويزيانا

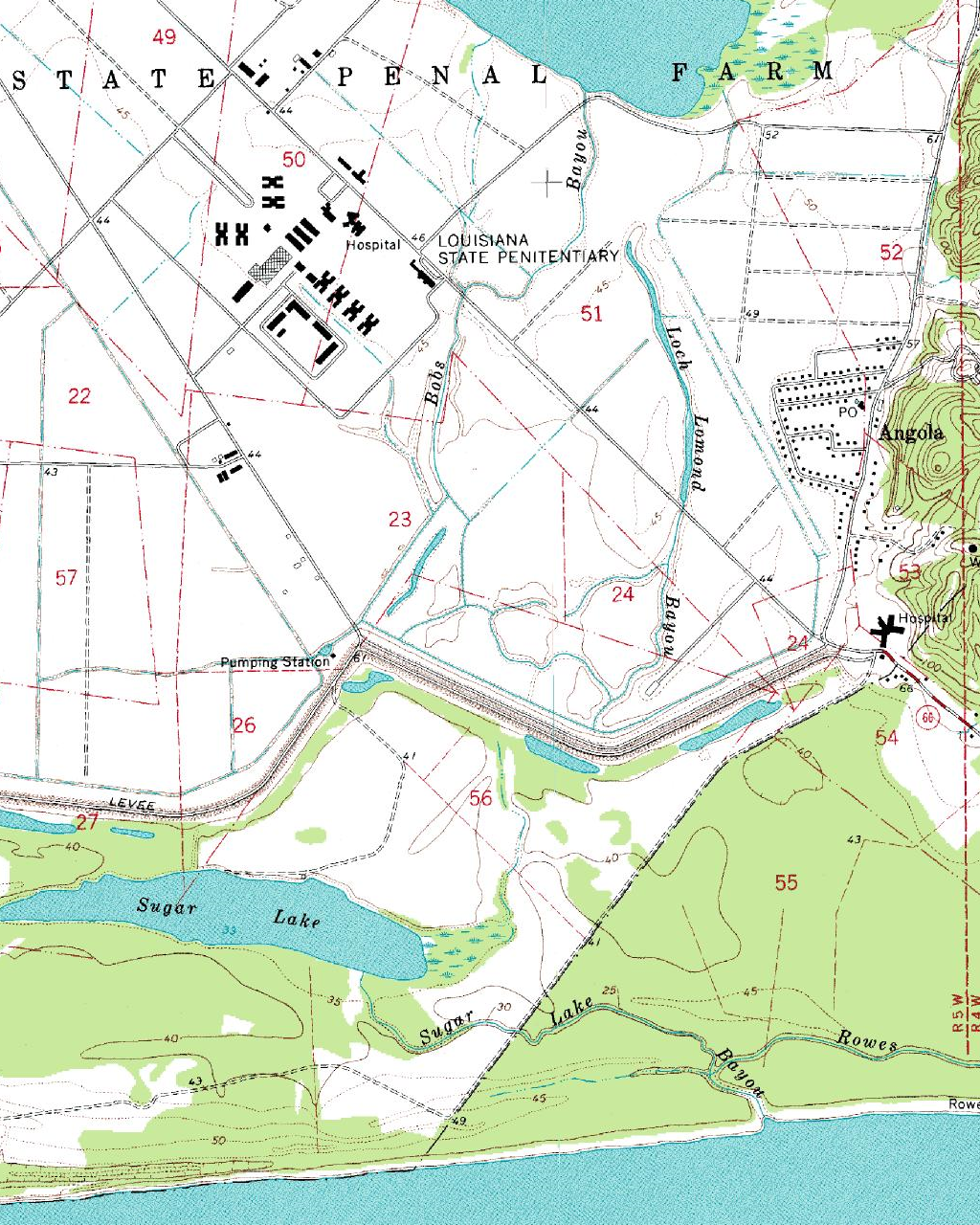
USGS خريطة طبوغرافية لسجن ولاية لويزيانا في 1994

سجن ولاية لويزيانا (المعروف باسم أنغولا ، والملقب ب «ألكاتراز الجنوب» و «مزرعة أنجولا» و «المزرعة»)  هو سجن حراسة مشددة في ولاية لويزيانا تديرها إدارة لويزيانا للسلامة العامة والتقويم. سمي السجن «أنجولا» تيمنا باسم المزرعة السابقة التي احتلت هذه الأراضي. تم تسمية المزرعة تيمنا بالبلد الأفريقي أنغولا الذي كان أصل العديد من العبيد الذين أحضروا إلى لويزيانا.

## لعبة الموت
في شهر أبريل من كل عام يأتي السياح وأقارب السجناء إلى ساحة السجن حيث يتجمع السجناء على طاولة للعب البوكر،  ومن يثم السماح للثور بدخول الساحة. السجين الأخير الذي يبقى على الطاولة هو الفائز. تذهب عائداته إلى الصندوق الخيري للسجن.